# Else Winther Andersen
Else Winther Andersen, född Winther 5 april 1941 i Støvring, är en dansk politiker (Venstre) och tidigare socialminister. Sedan 1991 har hon varit kommendör av Dannebrogsorden.

## Biografi
Else Winther Andersen (född Winther) växte upp i Støvring. Fadern, Jens Winther, var gårdsägare och modern, Alma Ditlev Pedersen, var hemmafru. Andersen genomgick sin skolgång (1948-55) på Støvring Skole till och med sjunde klass. Efter två års studieuppehåll genomgick hon en utbildning vid Østhimmerlands Ungdomsskole och därefter vid Gerlev Idrætshøjskole. Därefter arbetade hon som timvikarie med vid Videbæks kommunala skolväsen 1959-61. 1962 gifte hon sig med gårdsägaren Preben Wittrup Andersen och fick två barn, Jens (1963) och Anne-Mette (1966). Paret drev tillsammans ett jordbruk utanför Nibe i ett antal år innan de tvingades sälja gården på grund av sviktande hälsa hos dem båda. Andersen läste därefter enskilda kurser vid Ålborg Universitetscenter innan hon började studera till socionom 1976-83. Efter avslutad utbildning fick hon anställning vid Randers kommun och sedan 1985 var hon rådgivare för jordbrukare vid Landbrugscentret i Randers. Den senare var Winther Andersens eget initiativ och innan projektet fick stöd från fonder arbetade hon oavlönat. Den vände sig främst till jordbrukare, vars gårdar hotades med att tvångsauktioneras.
Som en del av det danska jordbruket har Else Winther Andersen också haft ett engagemang inom jordbruket och jordbruksfrågor. Hon var medlem av ledningen i Danmarks Landboungdom 1968-76. Här bidrog hon till det som i Danmark kom att bli den första icke-akademiska utbildningen inom jordbruk som ledde till en avgångsexamen. Det direkta partipolitiska engagemanget kom dock relativt sent; 1985 blev hon kandidat till Folketinget för Venstre, och blev suppleant. Därefter blev hon invald till Randers kommunfullmäktige 1989. 1990 blev hon invald som ordinarie ledamot i Folketinget. Efter endast några få dagar blev hon erbjuden att efterträdda Radikale Venstres Aase Olesen som socialminister, vilket hon tackade ja till. Som socialminister framförde hon förslag för aktivering av unga biståndstagare, decentralisering av socialpolitiken samt förslag om lika behandling av handikappade och icke-handikappade människor.
Efter att den borgerliga regeringen avgick 1993 återvände Else Winther Andersen som medlem i Randers kommunfullmäktige fram till 2001, samt som styrelsemedlem av Jysk Børneforsorg.

## Övriga förtroendeposter[2]
- Styrelseledamot av Fonden 50 plus Lab - Seniorforskningcenter Randers (2007-)
- Ordförande av O.S.I. (2007-2009)
- Vice ordförande av Omsorgsorganisationernes Samråd, OS
- Styrelseordförande av OK-Hjemmet Arendse
- Medlem av Rådet for Frivilligt Socialt Arbejde (2004-)
- Styrelseledamot av OK-fonden sedan 1993, ordförande sedan 2002
- Medlem av Sygekassernes Helsefond (1999-)
- Styrelseledamot av Dansk Parkinsonforening (1999-)
- Medlem av Skolekommissionen i Nibe (1972-1980)
- Styrelseledamot av Helsefonden